# R v Paul Chambers
L'affaire Paul Chambers (R v Paul Chambers, procédure en appel auprès la Haute Cour Chambers v Director of Public Prosecutions[pas clair]), également connue comme le Twitter Joke Trial ("procès de la blague sur Twitter") est une décision de justice du Royaume-Uni sur la condamnation d'un homme sous le régime du Communications Act 2003 pour avoir envoyé un message "menaçant" par l'intermédiaire de Twitter. La condamnation a été fréquemment dénoncée comme une erreur judiciaire,,,. et a fait l'objet de trois appels, le troisième aboutissant finalement.

## Contexte
Entre la fin décembre 2009 et le début de janvier 2010, une vague de froid cause des dérangements considérables dans le nord de l'Angleterre. L'Aéroport de Doncaster-Sheffield Robin Hood, dans le Yorkshire du Sud, est l'un de ceux contraints d'annuler des vols. Le 6 janvier 2010,,, un passager, Paul Chambers, alors âgé de 28 ans, publie le message suivant sur Twitter:

« Merde ! L'aéroport de Robin Hood est fermé. Vous avez une semaine et quelque pour vous ressaisir ou sinon je fais sauter l'aéroport, !! »

Une semaine plus tard, un cadre de l'aéroport trouve le message lors d'une recherche informatique sans rapport, hors de ses heures de service. La direction de l'aéroport considère le message "non crédible" comme menace, mais le rapporte néanmoins à la police. Chambers est arrêté sur son lieu de travail par la police anti-terroriste, son domicile est perquisitionné et son téléphone portable est confisqué, ainsi que les disques durs de son ordinateur portable et de son ordinateur de bureau. Il est par la suite inculpé d'avoir "publié un message électronique public gravement insultant, indécent, obscène ou menaçant en infraction du Communications Act 2003",. Le 10 mai, il est reconnu coupable par le tribunal de Doncaster et condamné à une amende de £385 et aux frais de justice, qui s'élèvent à £600. À la suite de cette condamnation, il perd son emploi.

## Réactions
Un certain nombre de commentateurs du Droit et de célébrités critiquent alors la condamnation et appellent à l'annuler. En particulier, le journaliste  Nick Cohen compare l'affaire à La Plaisanterie, le roman anti-communiste de Milan Kundera; le scénariste de télévision Graham Linehan; et le comédien et présentation de télévision Stephen Fry, qui propose de payer l'amende de Chambers et ses frais de justice à venir,.

## Premier appel
Chambers perd son premier appel contre sa condamnation. La juge Jacqueline Davies, assistée de deux magistrats, examine l'appel à la Cour de la Couronne de Doncaster. Elle juge que le tweet présente une "menace" et que Chambers aurait dû comprendre qu'il pourrait être pris au sérieux. Des milliers d'utilisateurs de Twitter réagissent en republiant le tweet de Chambers, accompagné du hashtag #iamspartacus,, en allusion à la scène climatique "Je suis Spartacus !" du film Spartacus de 1960.

## Recours auprès la Haute Cour de justice
Un pourvoi en cassation survient par saisine[incompréhensible] de la Haute Cour de justice le 8 février 2012, où les deux juges Lord Justice Gross et Mr Justice Irwin ne parviennent pas à s'accorder sur une décision, après avoir initialement mis l'affaire en délibéré,. Le recours est déposé par les avocats de Chambers, Ben Emmerson QC et Sarah Przybylska; David Allen Green, qui avait représenté Chambers lors des procédures précédentes, intervient également comme avocat par l'intermédiaire du cabinet Preiskel & Co LLP. Le recours porte exclusivement sur la forme du dossier, spécifiquement sur l'interprétation de la section 127(1) du Communications Act 2003.

## Second recours auprès la Haute Cour de justice

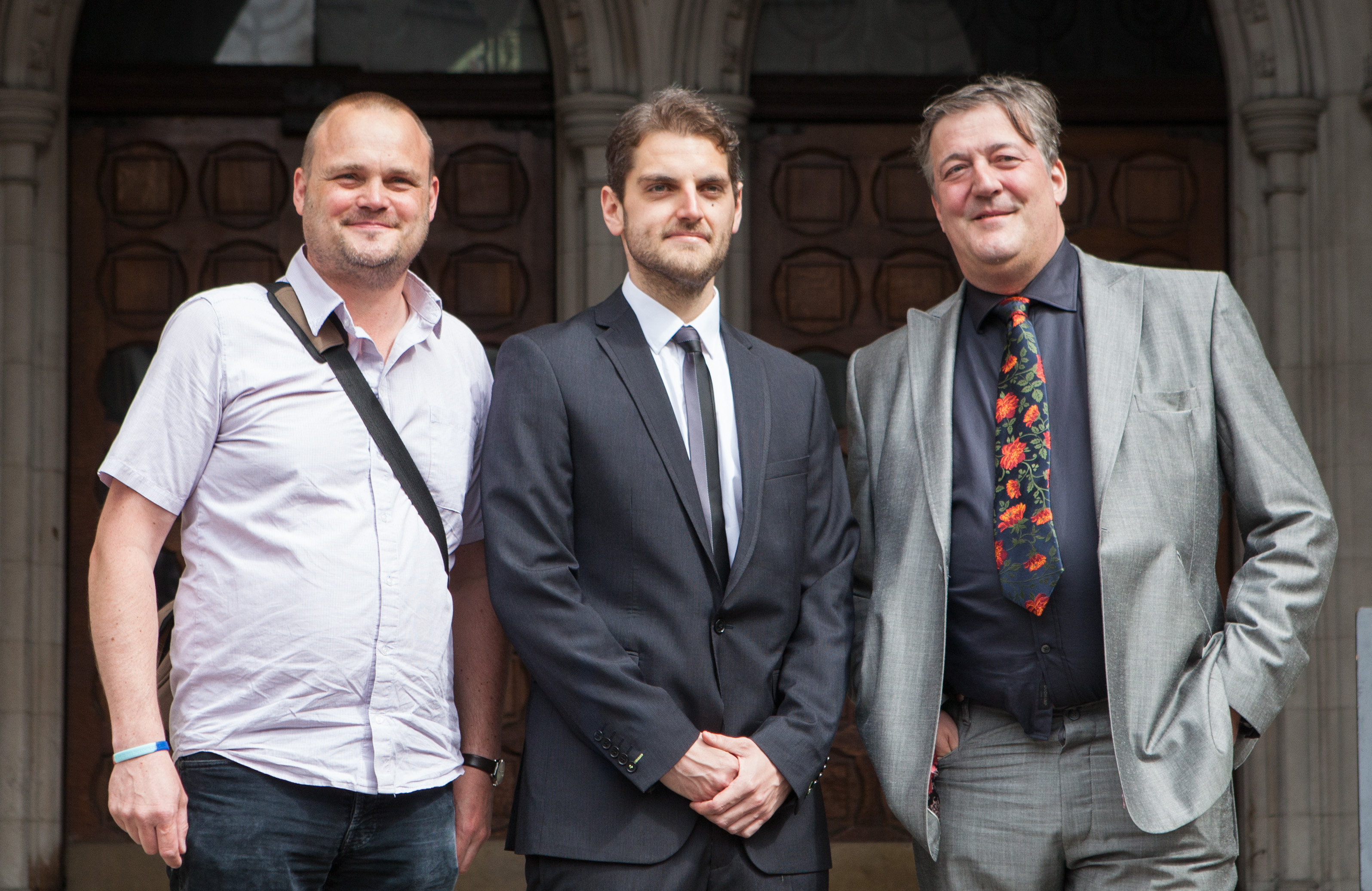
Chambers (centre), avec Al Murray (à gauche) et Stephen Fry (à droite) devant la Haute Cour de justice, le 27 juin 2012

Un deuxième recours auprès la Haute Cour de justice, devant une cour de trois juges présidée par Igor Judge, s'ouvre le 22 juin 2012. Le 27, la Cour met l'affaire en délibéré. Chambers arrive au tribunal flanqué de Stephen Fry et du comédien Al Murray.
Le 27 juillet 2012, la condamnation de Chambers est cassée. La décision rendue conclut que

« un message qui ne cause ni peur ni appréhension chez ceux à qui il est transmis, ou dont on peut raisonnablement attendre qu'ils en prennent connaissance, tombe hors de la compétence [du Communications Act 2003] . »

En conséquence, elle accorde le pourvoi et déboute la poursuite au motif que "le tweet ne constituait ou ne comprenait pas de message à caractère menaçant.",
Il émerge par la suite que le Crown Prosecution Service avait opté pour un non-lieu, au point d'informer Chambers, par l'intermédiaire de son avocat, qu'il ne s'opposerait pas au pourvoi final, mais avait par la suite été contredit par son directeur, Keir Starmer. La Députée qui représente Chamber, Louise Mensch réclame une commission d'enquête parlementaire sur le comportement de Starmer.